# Elecciones generales de Belice de 1993
Las elecciones parlamentarias se llevaron a cabo en Belice el 30 de junio de 1993. A pesar de que el gobernante Partido Unido del Pueblo fue el más votado, obtuvo más escaños la coalición entre el Partido Demócrata Unido y la Alianza Nacional por los Derechos Beliceños, por lo que por primera vez en la historia del país hubo más de dos partidos en la Asamblea Nacional. La participación electoral fue del 72,1%.

## Resultados
| Partido                                                             | Votos  | %    | Escaños | +/- |
| ------------------------------------------------------------------- | ------ | ---- | ------- | --- |
| Partido Unido del Pueblo                                            | 36.082 | 51.2 | 13      | -2  |
| Partido Demócrata Unido-Alianza Nacional por los Derechos Beliceños | 34.306 | 48.7 | 16      | +3  |
| Independientes                                                      | 43     | 0.1  | 0       | 0   |
| Votos en blanco/inválidos                                           | 499    | -    | -       | -   |
| Total                                                               | 70.930 | 100  | 29      | +1  |
| Fuente: Nohlen                                                      |        |      |         |     |